# Rosa nel Pugno
Rosa nel Pugno (RnP) era una federació de partits italians fundada el 17 de novembre de 2005 que es va dissoldre durant el 2007. El 18 de desembre de 2007 el grup parlamentari de la federació a la Cambra italiana de Diputats va canviar el nom, de Rosa nel Pugno a Socialistes i Radicals - RnP.
Els seus membres eren el Partit Socialista Democràtic Italià (liderats per Enrico Boselli i Roberto Villetti), els Radicals Italians (liderats per Marco Pannella i Emma Bonino) i alguns membres independents reunits en l'Associació per a la Rosa al Puny (Lanfranco Turci, Salvatore Buglio, Biagio De Giovanni, Luciano Cafagna, etc.), mentre que l'ala d'esquerra del Nou Partit Socialista Italià (NPSI) mostrava interès a ajuntar-se en aquesta federació. Alguns membres de NPSI de fet van deixar el partit per adherir-se a RnP: els Reformistes Socialistes de Donato Robilotta.
RnP era part de la coalició de centreesquerra L'Unione i era un dels principals defensors italians dels drets gais, l'avortament i l'eutanàsia.

## Història
La federació es va constituir el setembre de 2005, durant una convenció a Fiuggi, basada en els principis polítics de José Luis Rodríguez Zapatero (excepte en política exterior, on els Radicals tenen una posició pro-Estats Units), Tony Blair i Loris Fortuna. El novembre, la seva definició oficial va ser finalment anunciada, i el símbol presentat, recordava l'emblema actual de la Internacional Socialista, i el logo històric dels Radicals italians durant els anys 1970 i els anys 1980, i també el corrent Socialistes Democràtics Italians.
El component radical de l'aliança va crear una mica de fricció amb els components catòlics de L'unione, com La Marghetita i UDEUR Populars. El component Socialista era compost principalment per veterans del Partit Socialista Italià, que tenia alguns problemes amb anterior política anti-corrupció d'Antonio Di Pietro (que va causar la dissolució del seu anterior partit per les investigacions durant Mani Pulite) i el seu moviment "Itàlia de Valors". Hi havia també l'anomenat "tercer component", compost principalment per ex-Democrats de l'Esquerra, com Lanfranco Turci, Salvatore Buglio, Biagio De Giovanni i Luciano Cafagna, que es reunien en l'Associació per a la Rosa al Puny.

## Composició
La coalició estava composta pels següents partits:
| Partit | Partit                                 | Ideologia        | Líder          | Diputats |
| ------ | -------------------------------------- | ---------------- | -------------- | -------- |
|        | Radicals Italians (RI)                 | Socioliberalisme | Emma Bonino    | 7 / 18   |
|        | Socialistes Democràtics Italians (SDI) | Socialdemocràcia | Enrico Boselli | 9 / 18   |

## Suport popular
La federació va presentar les seves pròpies llistes per les eleccions generals a Itàlia del 2006, obtenint un 2,6% de vots, i guanyant 18 escons (9 per l'SDI, 7 per als Radicals, un per Lanfranco Turci i un per Salvatore Buglio) en la Cambra italiana de diputats i cap escó en el Senat italià.
Aquest no va ser un resultat encoratjador, sinó més aviat dolent, considerant que només els Radicals van treure el 2,3% dels vots en les eleccions generals italianes del 2001, mentre els Socialistes tenen una força electoral del 2-3% en eleccions regionals i locals.
En particular, sembla que els Radicals perden vots cap a Forza Italia als seus baluards del Nord (com Piemont, Llombardia, Vèneto i Friül – Venècia Júlia), mentre els Socialistes feien igual a favor de la coalició l'Olivera als seus baluards del Sud (com Abruços, Campània, Pulla, Basilicata i Calàbria). La taula mostra com els dos partits no podien ni assegurar els seus votants habituals, de manera que la Rosa al Puny va tenir al Nord menys vots que els Radicals sols i que els Socialistes, al Sud.

## Resultats electorals

### Parlament italià
| Any  | Líder       | Vots         | %   | Diputats | +/– | Vots         | %   | Senadors | +/- |
| ---- | ----------- | ------------ | --- | -------- | --- | ------------ | --- | -------- | --- |
| 2006 | Emma Bonino | 990,694 (#7) | 2.6 | 18 / 630 | Nou | 851,604 (#9) | 2.5 | 0 / 315  | Nou |